# Щерю Вапцаров
Щерю А. Вапцаров е български националреволюционер. Кмет на Хасково (1896 – 1899).

## Биография
Щерю Вапцаров е роден през 1848 г. в град Хасково. Потомък на стар занаятчийски род, той научава шивашкия занаят в Пловдив и се става известен моден шивач на европейски облекла (френктерзия) в Хасково. Участва в националноосвободителните борби и членува в Хасковския революционен комитет. Заради участието му в т.нар. „Хасковско приключение“ през 1873 г. е осъден от турските власти и изпратен на заточение. Лежи в Одринския затвор. Освободен е след амнистия. След емиграция в Румъния, при обявяването на Руско-турската война, се зписва в Българското опълчение и е зачислен на 29 април 1877 г. във Втора рота на Първа опълченска дружина. Заради заболяване от туберкулоза е изпратен в болница в Букурещ. След подобряване на здравословното му състояние е прехвълен в Седма дружина. При последвало сериозно влошаване на 11 август 1877 г. е уволнен от руската армия.
След Освобождението от османско владичество заема административни и изборни длъжности. Освен занаятчия и общественик, той е и първият кореспондент на БНБ в Хасково. Кмет на Хасково в два поредни мандата (1894 – 1899).